# Kentropyx calcarata
Espèce
Synonymes
- Kentropyx calcaratus Spix, 1825
- Teius intermedius Gray, 1831
- Kentropyx intermedius (Gray, 1831)

Kentropyx calcarata est une espèce de sauriens de la famille des Teiidae.

## Répartition
Cette espèce se rencontre :
- en Guyane ;
- au Guyana ;
- au Suriname ;
- au Venezuela ;
- en Bolivie dans les départements de Beni, de Cochabamba, de La Paz, de Santa Cruz et de Tarija ;
- au Brésil dans les États d'Amazonas, d'Amapá, du Maranhão, du Pará, du Roraima, du Rondônia, du Mato Grosso, du Pernambouc, du Ceará, de Bahia et du Sergipe.

## Publication originale
- Spix, 1825 : Animalia nova sive species nova lacertarum quas in itinere per Brasiliam annis MDCCCXVII-MDCCCXX jussu et auspicius Maximiliani Josephi I Bavariae Regis suscepto collegit et descripsit Dr. J. B. de Spix, p. 1-26 (texte intégral).